# Zypriotische Bibliothek

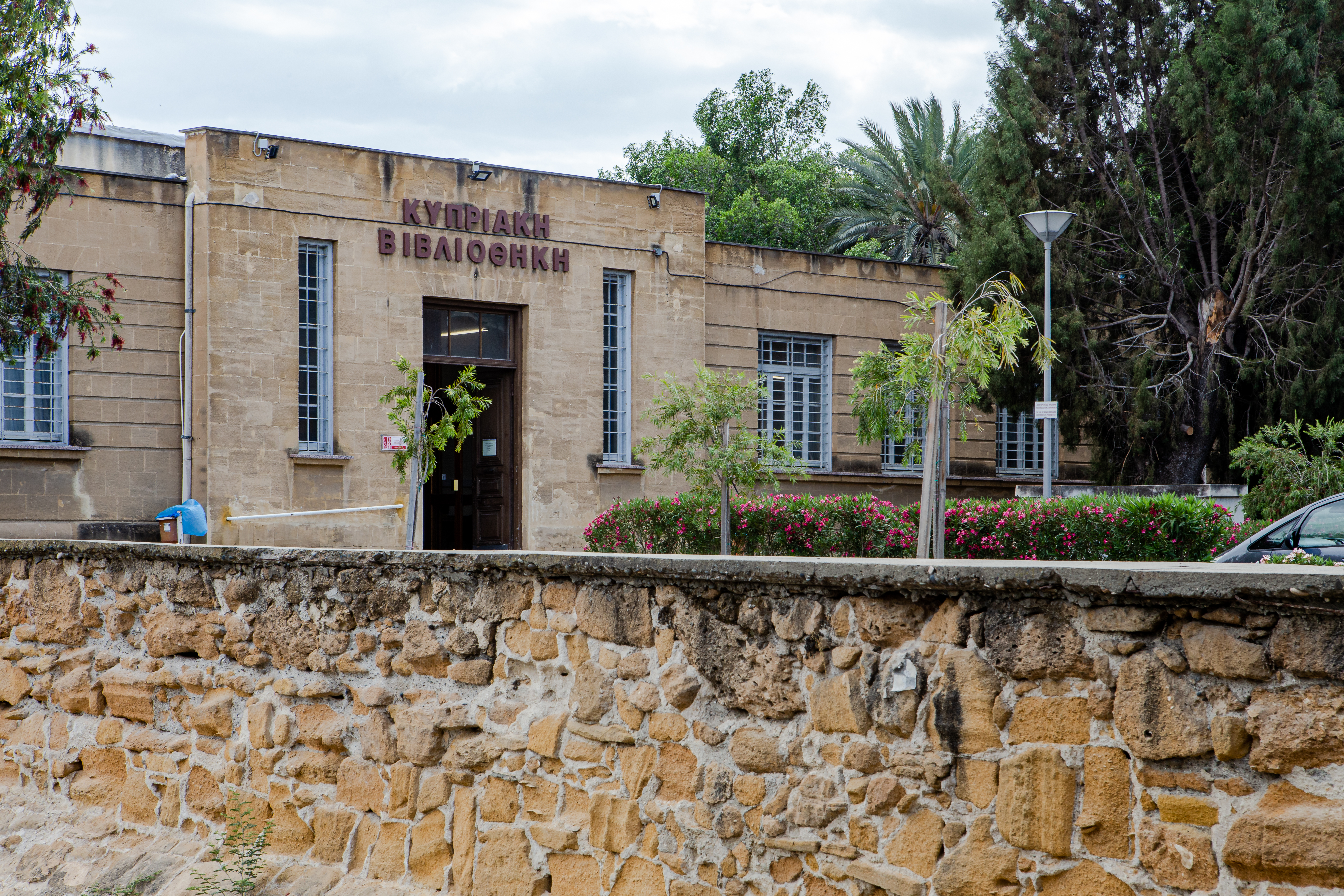
Zypriotische Bibliothek

Die Zypriotische Bibliothek (griechisch Κυπριακή Βιβλιοθήκη) in Nikosia ist die Nationalbibliothek der Republik Zypern.
Die Bibliothek wurde 1927 auf Erlass des britischen Kolonialgouverneurs Ronald Storrs als Stadtbibliothek errichtet. 1968 wurde ihr Bestand mit der Bibliothek des Ministeriums für Bildung und Kultur zusammengelegt und dem Ministerium die Leitung übertragen. 1974 zog sie an ihren ursprünglichen Standort in der Festung D’Avilla an der venezianischen Festungsmauer. Ihren rechtlichen Status als Nationalbibliothek erhielt die Einrichtung 1987.